# Фор Берс Вилиџ (Северна Дакота)
Фор Берс Вилиџ (енгл. Four Bears Village) насељено је место без административног статуса у америчкој савезној држави Северна Дакота.

## Демографија
По попису из 2010. године број становника је 517, што је 153 (42,0%) становника више него 2000. године.
| Група             | 2000.     | 2010.     |
| Белци             | 15 (4,1%) | 6 (1,2%)  |
| Афроамериканци    | 0 (0,0%)  | 0 (0,0%)  |
| Азијати           | 0 (0,0%)  | 1 (0,2%)  |
| Хиспаноамериканци | 11 (3,0%) | 10 (1,9%) |
| Укупно            | 364       | 517       |